# Drosophila meigeni
Drosophila meigeni är en tvåvingeart som beskrevs av Oswald Duda 1935. Drosophila meigeni ingår i släktet Drosophila och familjen daggflugor.
Artens utbredningsområde är Europa.